# Prüfreferenz (Informatik)
Die Erfüllung einer Anforderung kann man nur dann sinnvoll prüfen, wenn es eine Referenz gibt, gegen die diese Prüfung erfolgt. Diese Referenz wird im Qualitätsmanagement als Prüfreferenz bezeichnet.
Bei der Software-Entwicklung geht man in der Regel von einer Anforderung aus, die die zu erfüllende Eigenschaft oder zu erbringende Leistung eines Produktes oder Systems beschreibt. Diese wird in einem Pflichtenheft niedergelegt.
Um zu prüfen, ob das entwickelte System die vorgegebenen Anforderungen erfüllt, wird das System im Rahmen der Qualitätssicherung auf seine Korrektheit geprüft. Diese Validierung erfolgt durch den Vergleich von Soll und Ist. Hierbei ist das entwickelte System das Ist und das Pflichtenheft das Soll. Das Pflichtenheft wird damit zur Prüfreferenz.